# Kathedralkirche Herz Jesu (Taschkent)
Die Kathedralkirche Herz Jesu (russisch Собор Святейшего Сердца Иисуса) ist ein römisch-katholisches Kirchengebäude in der usbekischen Hauptstadt Taschkent.

## Geschichte
Die 1912 erbaute katholische Herz-Jesu-Kirche in Taschkent wurde in der sowjetischen Zeit 1925 verstaatlicht und zweckentfremdet, zudem mehrmals umgebaut. Im Jahr 1976 wurde das Gebäude dank eines behördlichen Erlasses restauriert und dem Ministerium für Kultur der Usbekischen Sozialistischen Sowjetrepublik übergeben. 1981 wurde es zum architektonischen und historischen Denkmal Usbekistans erklärt.
Die offiziellen Aktivitäten der katholischen Organisationen in Usbekistan wurden erst 1987 wieder aufgenommen. Zunächst wurde eine katholische Pfarrei in Fergana wiedereröffnet, drei Jahre später eine katholische Kirche in Taschkent, mit dem Franziskaner Krzysztof Kukułka, der 1997 von Papst Johannes Paul II. zum Ordinarius der römisch-katholischen Mission sui juris Usbekistan ernannt wurde, der späteren Apostolischen Administratur Usbekistan mit Sitz in Taschkent.
Mit der Unabhängigkeit Usbekistans im Jahr 1992 wurde die Kirche an die katholische Gemeinde in Taschkent zurückgegeben. Im Januar 1993 begannen die umfangreichen Restaurierungsarbeiten unter der Leitung des Architekten Sergei Adamov und des Designers Aleksandr Ponomarev, wobei Pater Kukulka für die Organisation zuständig war. Während der Bauarbeiten wurde das Gebäude einer alten katholischen Kapelle, die sich im Haus der polnischen Gemeinde auf dem Gelände befand, in den Plan der neuen Kirche einbezogen. Der Bau der katholischen Kirche unter dem Patrozinium des Heiligsten Herzens Jesu wurde im Jahr 2000, 88 Jahre nach der Grundsteinlegung, abgeschlossen.

## Architektur
Die Architektur, die Ausstattung und das Innere des Kirchenbaus wurden im gotischen Stil erbaut, das Innere des Gebäudes ist mit Marmor und Granit ausgekleidet, die Türen und Möbel sind aus Edelholz. Die Kerzenständer, Kandelaber, kunstvollen Zäune und Geländer und weitere Bauteile wurden von dem Schmied V. Pilipyuk gefertigt.
Im Erdgeschoss der Kirche befinden sich eine Krypta und Kapelle, der Johannes-Paul-II-Saal und der St.-Antonius-Saal. Im ersten Stock befindet sich der Kirchenraum, in dem die Messen abgehalten werden. Der Altar, der mit einer 2 m hohen Christusstatue geschmückt ist, steht an prominenter Lage im Raum. Zwischen den hohen Säulen befinden sich Reihen von Holzbänken für die Gläubigen. Gegenüber dem Altar, unter den Gewölben der Kirche, ist eine 26-stimmige Orgel installiert, ein Geschenk der Bonner St. Paulus-Gemeinde. Der Saal ist mit Bildern aus der Bibel, bunten Glasmalereien und katholischen Symbolen geschmückt. Rechts vom Altar befindet sich der Beichtstuhl.

## Galerie

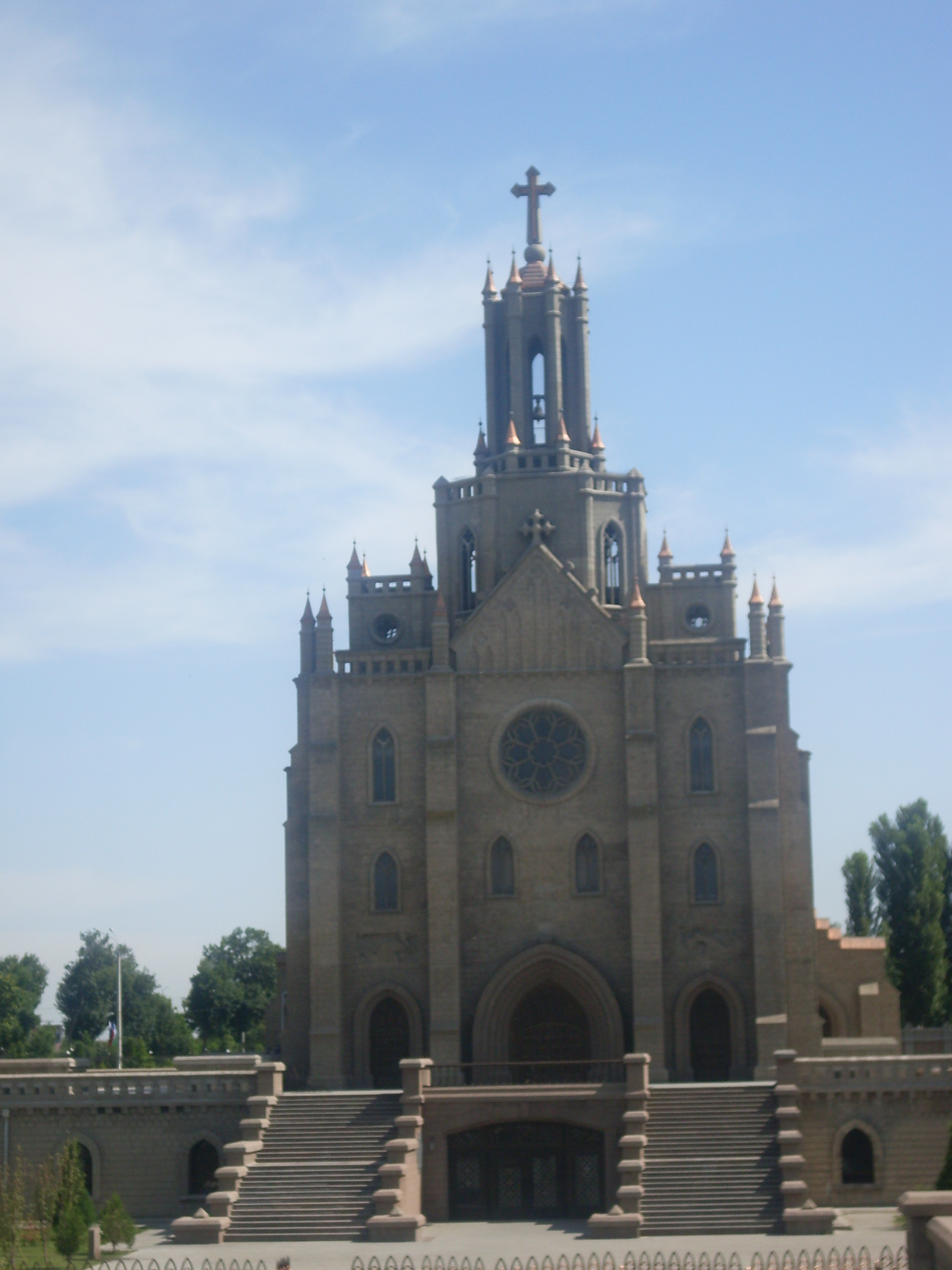
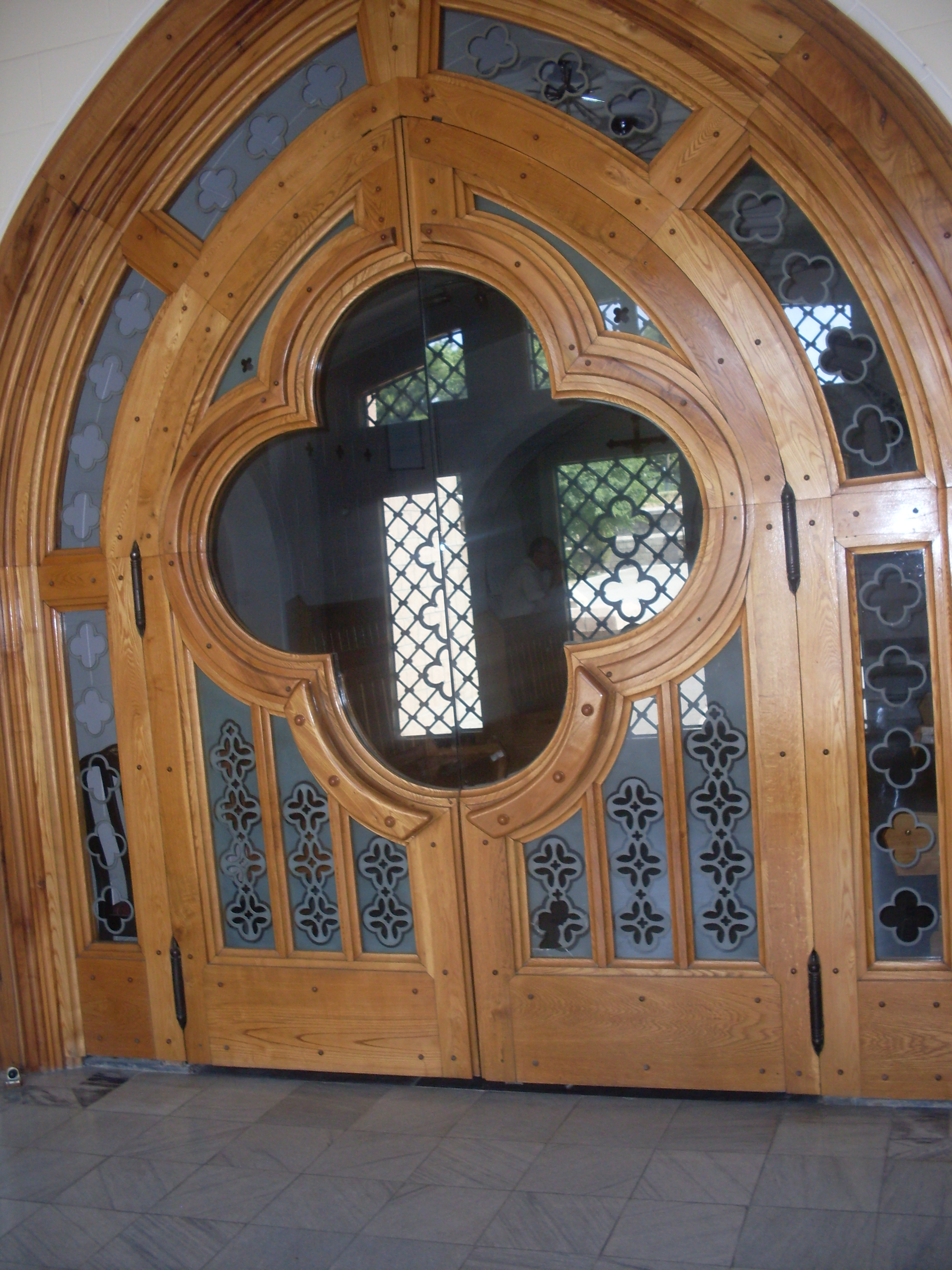
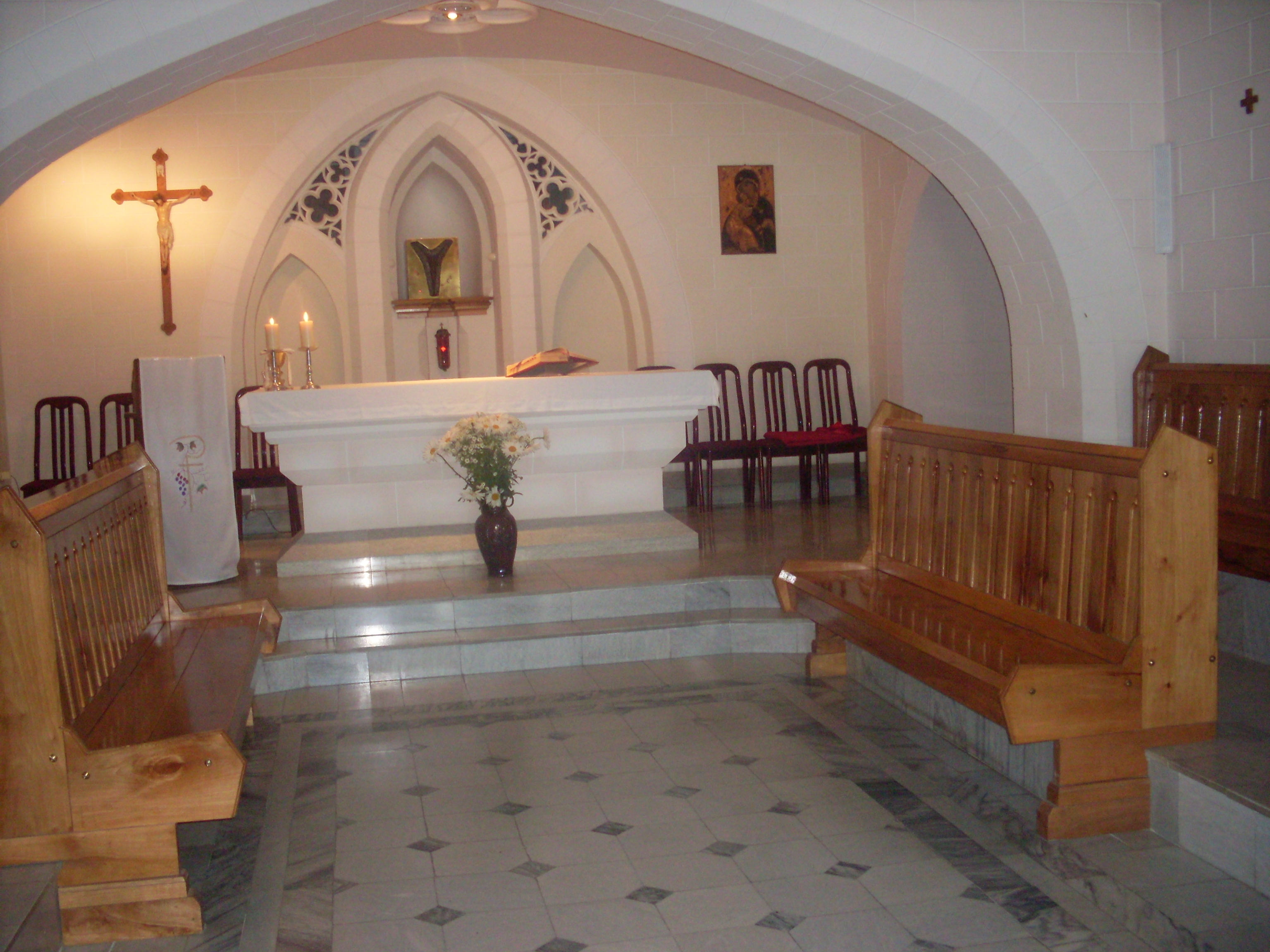
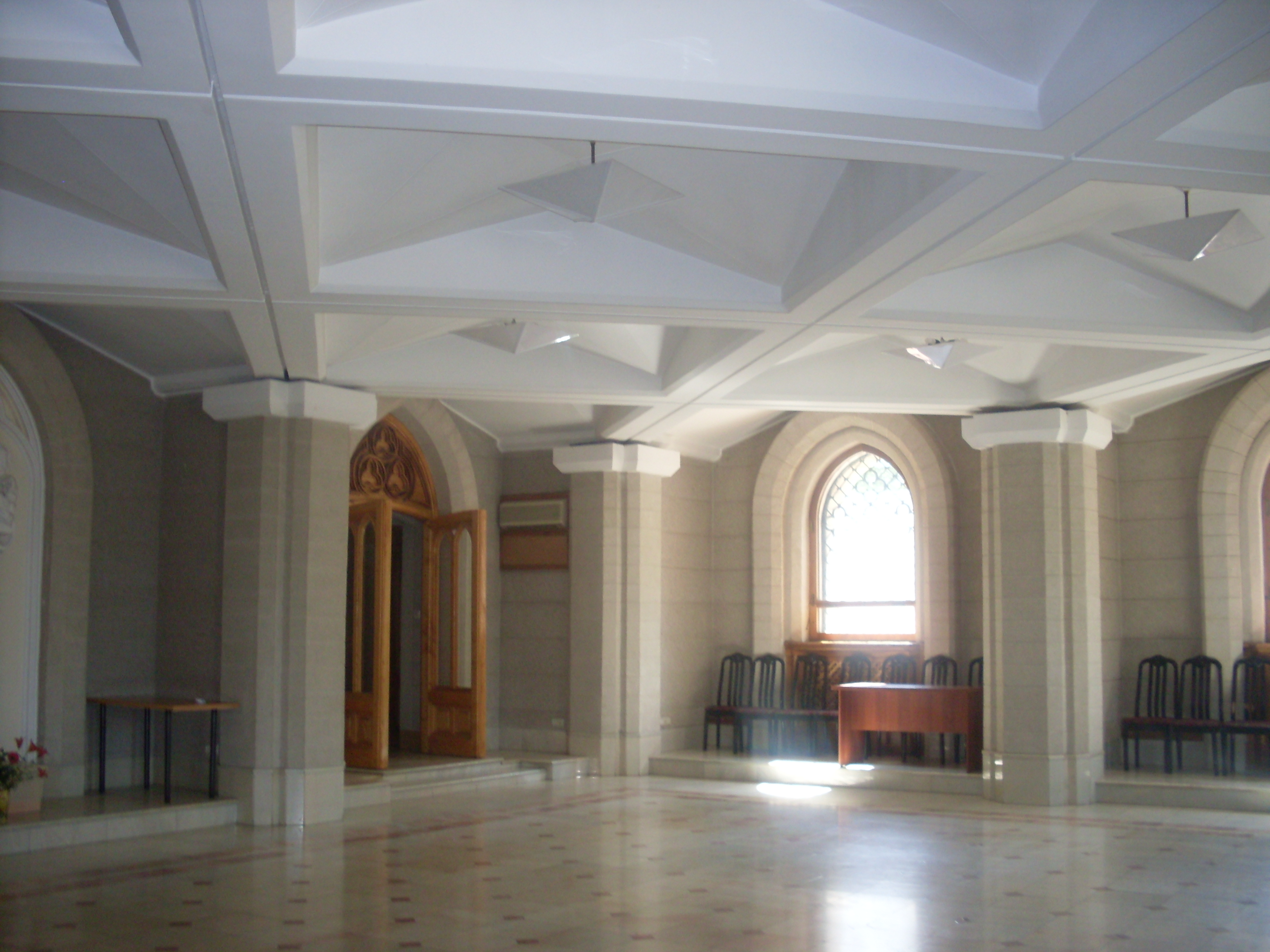
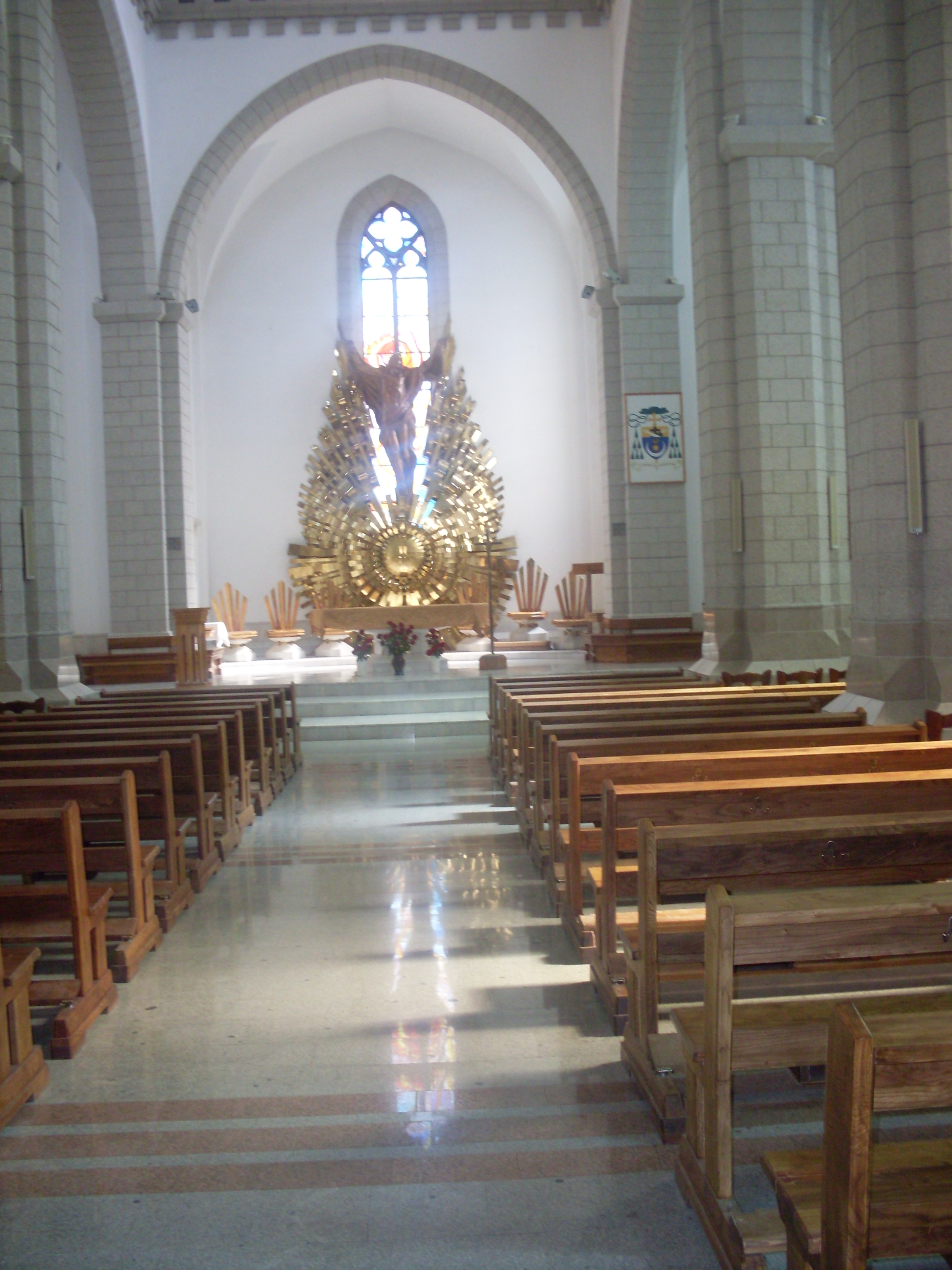
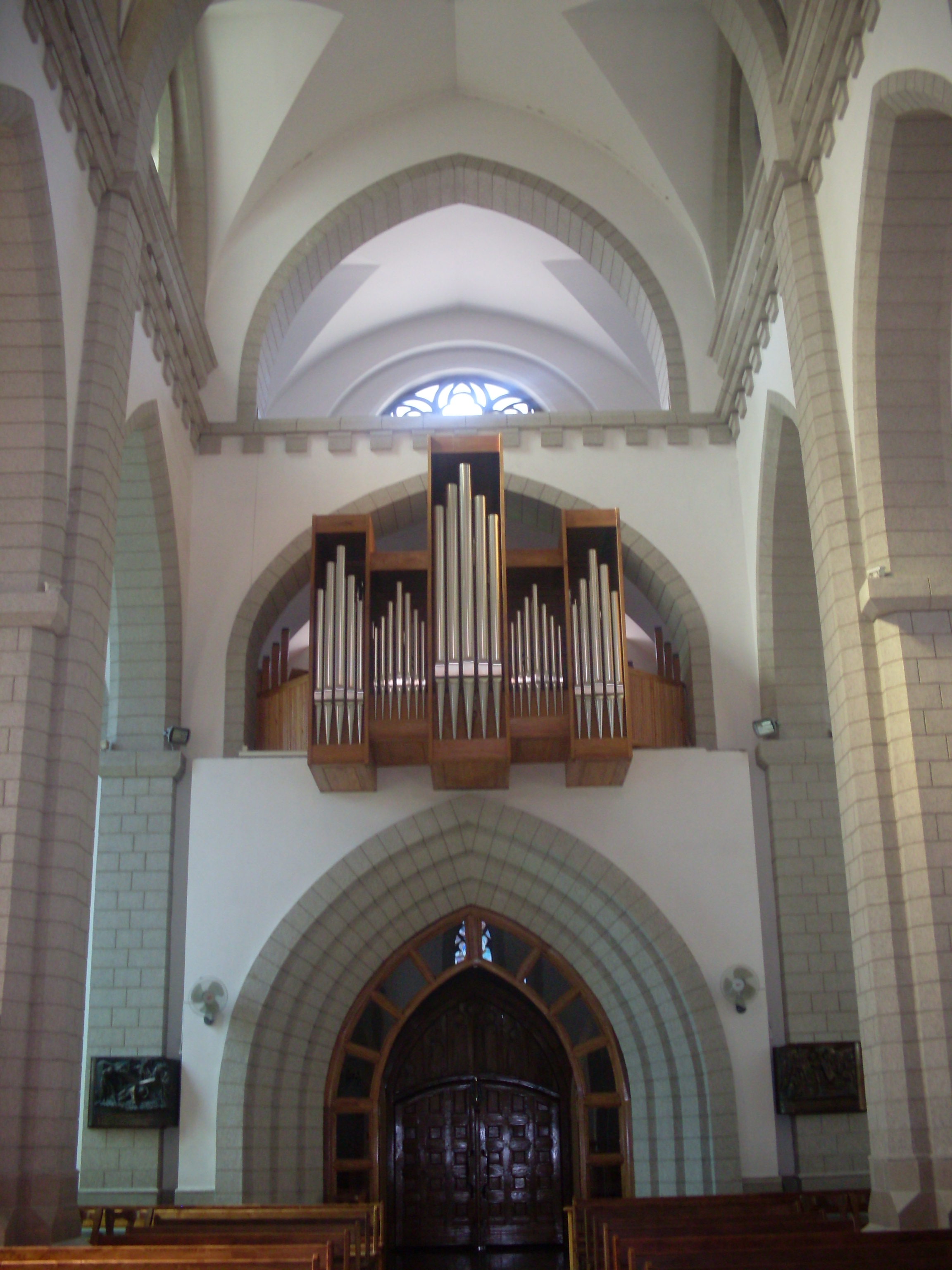